# Кіпаль золотоголовий
Кіпаль золотоголовий (Pyrrhoplectes epauletta) — вид горобцеподібних птахів родини В'юркові (Fringillidae). Ареал виду включає такі країни: Бутан, Китай, Індія, М'янма та Непал. Птах населяє широколистяні ліси.